# Алленспарк (Колорадо)
Алленспарк (англ. Allenspark) — переписна місцевість (CDP) в США, в окрузі Боулдер штату Колорадо. Населення — 568 осіб (2020).

## Географія
Алленспарк розташований за координатами 40°13′53″ пн. ш. 105°31′5″ зх. д. / 40.23139° пн. ш. 105.51806° зх. д. (40.231281, -105.517986).  За даними Бюро перепису населення США в 2010 році переписна місцевість мала площу 30,47 км², з яких 30,42 км² — суходіл та 0,05 км² — водойми.

## Демографія
Згідно з переписом 2010 року, у переписній місцевості мешкало 528 осіб у 267 домогосподарствах у складі 161 родини. Густота населення становила 17 осіб/км².  Було 892 помешкання (29/км²).
Расовий склад населення:
| - 98,1 % — білих - 0,4 % — корінних американців - 0,4 % — чорних або афроамериканців |

До двох чи більше рас належало 1,1 %. Частка іспаномовних становила 2,7 % від усіх жителів.
За віковим діапазоном населення розподілялося таким чином: 11,2 % — особи молодші 18 років, 66,5 % — особи у віці 18—64 років, 22,3 % — особи у віці 65 років та старші. Медіана віку мешканця становила 54,2 року. На 100 осіб жіночої статі у переписній місцевості припадало 104,7 чоловіків;  на 100 жінок у віці від 18 років та старших — 98,7 чоловіків також старших 18 років.
Середній дохід на одне домашнє господарство  становив 88 021 долар США (медіана — 46 981), а середній дохід на одну сім'ю — 122 866 доларів (медіана — 82 292). За межею бідності перебувало 3,0 % осіб, у тому числі 5,2 % дітей у віці до 18 років та 0,0 % осіб у віці 65 років та старших.
Цивільне працевлаштоване населення становило 328 осіб. Основні галузі зайнятості: науковці, спеціалісти, менеджери — 28,4 %, освіта, охорона здоров'я та соціальна допомога — 19,5 %, будівництво — 12,8 %, виробництво — 11,9 %.